# Ochthebius gereckei
Ochthebius gereckei är en skalbaggsart som beskrevs av Manfred A. Jäch 1993. Ochthebius gereckei ingår i släktet Ochthebius och familjen vattenbrynsbaggar. Inga underarter finns listade i Catalogue of Life.